# Thermen (Walzer)
Thermen ist ein Walzer von Johann Strauss Sohn (op. 245). Das Werk wurde am 22. Januar 1861 im Sofienbad-Saal in Wien erstmals aufgeführt. 

## Einzelnachweis
1. ↑  Quelle: Englische Version des Booklets (Seite 42) in der 52 CDs umfassenden Gesamtausgabe der Orchesterwerke von Johann Strauß (Sohn), Hrsg. Naxos (Label). Das Werk ist als siebter Titel auf der 13. CD zu hören.